# Stardust Promotion
La Stardust Promotion, Inc. (株式会社スターダストプロモーション?, Kabushiki-gaisha Sutādasuto Puromōshon) è un'agenzia di talenti e un'azienda leader nel settore dell'intrattenimento. Fu fondata nel 1979 da Yoshirō Hosono e ha sede a Shibuya, Tokyo, in Giappone.
L'azienda si occupa principalmente di rappresentare e promuovere attrici nelle loro attività all'interno del mondo dello spettacolo. Possiede inoltre una propria etichetta discografica (Stardust Records) ed è famosa per aver creato alcuni gruppi idol di successo quali Momoiro Clover Z e Shiritsu Ebisu Chūgaku.
Oltre al quartiere generale a Tokyo, la Stardust possiede delle filiali a Nagoya, Osaka e Fukuoka, mentre nel 2009 ha inaugurato la sua prima filiale all'estero, in Corea del Sud.

## Artisti affiliati
La compagnia è suddivisa in diverse sezioni: al 2015 le sezioni riportate sul sito ufficiale della compagnia erano Section 1, Section 2, Section 3, Section 6, O Let, Rookie Development Section, Miracle Section, CM Section, Rookie Section, A&RI, A&RII, Sanbu Music e Film Section.
La maggior parte dei giovani tarento femminili fanno parte della Section 3, con a capo Ryōji Fujishita. Questa a sua volta possiede una sezione chiamata Section 3 Idol, diretta da Akira Kawakami, il quale è responsabile della gestione dei vari gruppi idol rappresentati dall'agenzia. La stessa sezione possiede uno speciale reparto di cui fanno parte un programma specializzato nella promozione di idol (3B Junior) e uno nella preparazione musicale e recitativa di giovani aspiranti attrici (Ito wokashi).
Tra i più importanti artisti affiliati vi sono:
Attori e attrici
- Kento Hayashi
- Tsubasa Honda
- Rika Izumi
- Keiko Kitagawa
- Miki Nakatani
- Yūko Takeuchi
- Kōtarō Tanaka
- Kō Shibasaki
- Takayuki Yamada
- Kento Yamazaki
- Yurika Nakamura
- Mika Hijii

Artisti musicali
- Momoiro Clover Z
- ORANGE RANGE
- Yui
- Bullet Train